# (2431) Skovoroda
(2431) Skovoroda – planetoida z pasa głównego asteroid okrążająca Słońce w ciągu 4 lat i 109 dni w średniej odległości 2,64 au. Została odkryta 8 sierpnia 1978 roku w Krymskim Obserwatorium Astrofizycznym w Naucznym na Półwyspie Krymskim przez Nikołaja Czernycha. Nazwa planetoidy pochodzi od Hryhorija Skoworody (1722-1794), filozofa i poety. Przed nadaniem nazwy planetoida nosiła oznaczenie tymczasowe (2431) 1978 PF3.